# Liste von GameCube-Spielen
Diese Liste enthält alle für Nintendo GameCube erschienenen Spiele.

## 0–9
- 007: Alles oder Nichts
- 007: Nightfire
- 1080° Avalanche
- 18 Wheeler – American Pro Trucker
- 3 Engel für Charlie – Volle Power
- 4x4 Evo 2

## A
- Ab durch die Hecke
- Ace Golf
- Agent im Kreuzfeuer
- Aggressive Inline
- Alien Hominid
- All-Star Baseball 2002
- All-Star Baseball 2003 featuring Derek Jeter
- All-Star Baseball 2004 featuring Derek Jeter
- Amazing Island
- American Chopper 2: Full Throttle
- Animal Crossing
- Animaniacs – The Great Edgar Hunt
- Anschlag, Der
- Ant Bully, The
- Aquaman: Battle for Atlantis
- Army Men: Air Combat – The Elite Missions
- Army Men: RTS
- Army Men: Sarge's War
- Asterix & Obelix XXL
- ATV Quad Power Racing 2
- Auto Modellista
- Avatar – Der Herr der Elemente

## B
- Backyard Baseball
- Backyard Football
- Backyard Sports: Baseball 2007
- Bad Boys II
- Baldur’s Gate: Dark Alliance
- Barbarian
- Baseball 2003, The: Battle Ball Park Sengen Perfect Play Pro Yakyuu
- Baten Kaitos
- Baten Kaitos Origins
- Batman Begins
- Batman – Dark Tomorrow
- Batman – Rise of Sin Tzu
- Batman Vengeance
- Battalion Wars
- Battle Stadium D.O.N
- Beach Spikers Virtua Beach Volleyball
- Beyblade V Force – Super Tournament Battle
- Beyond Good & Evil
- Big Air Freestyle
- Big Mutha Truckers
- Billy Hatcher & the Giant Egg
- Bionicle
- Bionicle Heroes
- Black & Bruised
- Bleach GC: Tasogare ni Mamieru Shinigami
- Blood Omen 2: The Legacy of Kain Series
- BloodRayne
- Bloody Roar Primal Fury
- Blowout
- BMX XXX
- Bobobo-bo Bo-bobo: Dasshutsu!! Hajike Royale
- Bokujou Monogatari: Shiawase no Uta for World
- Bomberman Generation
- Bomberman Jetters
- Bomberman Land 2
- Böse Nachbarn
- Buffy: Chaos Bleeds
- Bratz: Forever Diamondz
- Bratz: Rock Angelz
- Burnout
- Burnout 2: Point of Impact
- Butt-Ugly Martians: Zoom or Doom

## C
- Cabela's Big Game Hunter 2005 Adventures
- Cabela's Dangerous Hunts 2
- Cabela's Outdoor Adventures
- Call of Duty: Finest Hour
- Call of Duty 2: Big Red One
- Capcom vs. SNK 2 EO
- Captain Tsubasa: Ougon Sedai no Chousen
- Carmen Sandiego
- Cars
- Casper – Spirit Dimensions
- Castleween
- Catwoman
- Cel Damage
- Charinko Hero
- Charlie and the Chocolate Factory
- Chibi-Robo!
- Chroniken von Narnia, Die: Der König von Narnia
- City Racer
- Cocoto Funfair
- Cocoto Kart Racer
- Cocoto Platform Jumper
- Codename Kids Next Door Operation: V.I.D.E.O.S.P.I.E.L.
- Conan
- Conflict: Desert Storm
- Conflict: Desert Storm 2
- Crash Bandicoot: Der Zorn des Cortex
- Crash: Nitro Kart
- Crash Tag Team Racing
- Crazy Taxi
- Croket! Ban-King no Kiki o Sukue
- Cubivore: Survival of the Fittest
- Cubix Robots for Everyone: Showdown
- Curious George
- Custom Robo

## D
- Dabi Tsuku 3: Derby-ba o Tsukurou!
- Dakar 2
- Dancing Stage Mario Mix
- Dark Summit
- Darkened Skye
- Dave Mirra 2 Freestyle BMX
- Dead to Rights
- Defender: For All Mankind
- Def Jam Vendetta
- Def Jam: Fight for N.Y.
- Densetsu no Quiz-ou Kettei-sen
- Die Hard: Vendetta
- Digimon Rumble Arena 2
- Digimon World 4
- Dinotopia: The Sunstone Odyssey
- Disney's Extreme Skate Adventure
- Disney's Magical Mirror starring Mickey Mouse
- Disney's Party
- Disney's The Haunted Mansion
- Disney Sports Basketball
- Disney Sports Fußball
- Disney Sports Skateboarding
- Disney Tricky Micky
- Dokapon DX: Wataru Sekai wa Oni Darake
- Donald Duck: Phantomias – Platyrhyncos Kineticus
- Donald Duck Quack Attack
- Donkey Konga
- Donkey Konga 2
- Donkey Konga 3
- Donkey Kong Jungle Beat
- Doraemon: Minna de Asobou! Miniland
- Doshin The Giant
- Dragon Ball Z: Budokai
- Dragon Ball Z: Budokai 2
- Dragon Ball Z: Sagas
- Dragon Drive: D-Masters Shot
- Dragon's Lair 3D: Special Edition
- Dream Mix TV: World Fighters
- Driven
- Dr. Muto
- Drome Racers
- Duel Masters: Nettou! Battle Arena

## E
- Ed, Edd n Eddy: The Mis-Edventures
- Eggo Mania
- Eisei Meijin VI
- Enter the Matrix
- ESPN International Winter Sports
- ESPN MLS ExtraTime 2002
- Eternal Darkness: Sanity’s Requiem
- E.T. – Search for Dragora
- Evolution Skateboarding
- Evolution Snowboarding
- Evolution Worlds

## F
- F1 2002
- F1 Career Challenge
- Fairly OddParents: Breakin' da Rules, The
- Fairly OddParents: Shadow Showdown, The
- Family Stadium 2003
- Fantastic 4
- Ferkels großes Abenteuer
- FIFA 2002
- FIFA 2003
- FIFA 2004
- FIFA 2005
- FIFA 06
- FIFA 07
- FIFA Fußball-Weltmeisterschaft 2002
- FIFA Fußball-Weltmeisterschaft Deutschland 2006
- FIFA Street
- FIFA Street 2
- Fight Night Round 2
- Final Fantasy Crystal Chronicles
- Findet Nemo
- Fireblade
- Fire Emblem: Path of Radiance
- Franklin: Un anniversaire surprise
- Freaky Flyers
- Freedom Fighters
- Freekstyle
- Freestyle Metal X
- Frogger Beyond
- Frogger's Adventures: The Rescue
- Frogger: Ancient Shadow
- Flutsch und weg
- Future GPX Cyber Formula: Road to the Evolution
- Future Tactics – The Uprising
- F-Zero GX

## G
- Gadget Racers
- Gakuen Toshi Varanoir: Roses
- Gauntlet – Dark Legacy
- Geist
- Gekitou Pro Yakyuu: Mizushima Shinji All Stars vs. Pro Yakyuu
- Generation of Chaos Exceed: Yami no Koujo Roze
- Giftpia
- Gladius
- Goblin Commander: Unleash the Horde
- Godzilla – Destroy all Monsters Melee
- Go! Go! Hypergrind
- GoldenEye: Rogue Agent
- Gotcha Force
- Gremlins – Kleine Monster
- Grim Adventures of Billy and Mandy, The
- Grooverider: Slot Car Thunder
- Große Haie – Kleine Fische
- GT Cube
- Gun

## H
- Happy Feet
- Harry Potter und der Stein der Weisen
- Harry Potter und die Kammer des Schreckens
- Harry Potter und der Gefangene von Askaban
- Harry Potter und der Feuerkelch
- Harry Potter: Quidditch-Weltmeisterschaft
- Harvest Moon: Another Wonderful Life
- Harvest Moon: A Wonderful Life
- Harvest Moon: Magical Melody
- Hello Kitty: Roller Rescue
- Herr der Ringe: Das dritte Zeitalter, Der
- Herr der Ringe: Die Rückkehr des Königs, Der
- Herr der Ringe: Die zwei Türme, Der
- Hikaru no Go 3
- Himmel und Huhn
- Hitman 2: Silent Assassin
- Hobbit, Der
- Home Run King
- Homeland
- Hot Wheels: Velocity X
- Hot Wheels: World Race
- Hudson Selection Vol. 1: Cubic Lode Runner
- Hudson Selection Vol. 2: Star Soldier
- Hudson Selection Vol. 3: PC Genjin: Pithecanthropus Computerurus
- Hudson Selection Vol. 4: Takahashi-Meijin no Boukenjima
- Hunter The Reckoning

## I
- Ice Age 2 – Jetzt taut’s
- Ikaruga
- Incredible Hulk: Ultimate Destruction, The
- I-Ninja
- Intellivision Lives!
- International Superstar Soccer 2
- International Superstar Soccer 3
- Italian Job, The

## J
- Jagdfieber
- Jeremy McGrath Supercross World
- Jikkyou Powerful Major League
- Jikkyou Powerful Pro Yakyuu 10
- Jikkyou Powerful Pro Yakyuu 10 Chou Ketteiban: 2003 Memorial
- Jikkyou Powerful Pro Yakyuu 11
- Jikkyou Powerful Pro Yakyuu 11 Chou Ketteiban
- Jikkyou Powerful Pro Yakyuu 12
- Jikkyou Powerful Pro Yakyuu 12: Ketteiban
- Jikkyou Powerful Pro Yakyuu 9
- Jikkyou Powerful Pro Yakyuu 9: Ketteiban
- Jimmy Neutron: Boy Genius – Attack of the Twonkies
- Jimmy Neutron – Der mutige Erfinder
- Judge Dredd – Dredd vs. Death

## K
- Kao the Kangaroo – Round 2
- Karaoke Revolution Party
- Kelly Slater's Pro Surfer
- Kidou Senshi Gundam: Gundam vs. Z Gundam
- Kidou Senshi Gundam: Senshi-tachi no Kiseki
- Kidou Senshi Gundam: Senshi-tachi no Kiseki – Kadokawa Shoten Rengou Kikaku Tokubetsu-hen
- killer7
- King Arthur
- Kirby Air Ride
- Kiwame Mahjong DX II: The 4th MONDO21Cup Competition
- Knights of the Temple – Infernal Crusade
- Knockout Kings 2003
- Konjiki no Gashbell!! Go! Go! Mamono Fight!!
- Konjiki no Gashbell!! Yuujou Tag Battle: Full Power
- Kururin Squash!

## L
- Largo Winch: Empire Under Threat
- Legacy of Kain: Blood Omen 2
- Legend of Golfer
- Legends of Wrestling
- Legends of Wrestling II
- Liebesgrüsse aus Moskau
- Legend of Spyro: A New Beginning, The
- Legend of Zelda: Four Swords Adventures, The
- Legend of Zelda: Ocarina of Time & Master Quest, The
- Legend of Zelda: The Wind Waker, The
- Legend of Zelda: Twilight Princess, The
- Lego Star Wars
- Lego Star Wars 2 – Die klassische Trilogie
- Lemony Snicket – Rätselhafte Ereignisse
- Looney Tunes: Back in Action
- Lost Kingdoms
- Lost Kingdoms 2
- Lotus Challenge
- Luigi’s Mansion
- Lupin III: Umi ni Kieta Hihou

## M
- Madagascar
- Madden NFL 06
- Madden NFL 07
- Madden NFL 08
- Madden NFL 2002
- Madden NFL 2003
- Madden NFL 2004
- Madden NFL 2005
- Major League Baseball 2K6
- Mario Golf: Toadstool Tour
- Mario Kart: Double Dash!!
- Mario Party 4
- Mario Party 5
- Mario Party 6
- Mario Party 7
- Mario Power Tennis
- Mario Smash Football
- Mario Superstar Baseball
- Mark Davis Pro Bass Challenge
- Marvel Nemesis – Rise of the Imperfects
- Mary-Kate and Ashley: Sweet 16: Licensed to Drive
- Mat Hoffman's Pro BMX 2
- MC Groovz Dance Craze
- Medabots Infinity
- Medal of Honor: European Assault
- Medal of Honor: Frontline
- Medal of Honor: Rising Sun
- Mega Man Anniversary Collection
- Mega Man Network Transmission
- Mega Man X Command Mission
- Mega Man X Collection
- Men in Black 2 – Alien Escape
- Metal Arms: Glitch in the System
- Metal Gear Solid: The Twin Snakes
- Metroid Prime
- Metroid Prime 2 Echoes
- Micro Machines
- Midway Arcade Treasures
- Midway Arcade Treasures 2
- Midway Arcade Treasures 3
- Minority Report: Everybody Runs
- Mission: Impossible – Operation Surma
- MLB SlugFest 2003
- MLB SlugFest 2004
- Momotarou Dentetsu 11: Black Bonby Shutsugen! no Maki
- Momotarou Dentetsu 12: Nishi Nihon-hen mo Arimasse!
- Monopoly Party
- Monster 4x4: Masters of Metal
- Monster AG: Monster Ball, Die
- Monster House
- Monster Jam – Maximum Destruction
- Mortal Kombat: Deadly Alliance
- Mortal Kombat: Deception
- Mr. Driller: Drill Land
- Muppets: Party Cruise
- Muscle Champion: Kinniku-jima no Kessen
- Mutsu to Nohohon
- MVP Baseball 2004
- MVP Baseball 2005
- MX Superfly
- Mystic Heroes

## N
- Namco Museum
- Namco Museum 50th Anniversary
- Naruto: Clash of Ninja
- Naruto: Gekitou Ninja Taisen! 3
- Naruto: Gekitou Ninja Taisen! 4
- NASCAR: Chase for the Cup 2005
- NASCAR Thunder 2003
- NASCAR: Dirt to Daytona
- NBA 2K2
- NBA 2K3
- NBA Courtside 2002
- NBA Live 06
- NBA Live 2003
- NBA Live 2004
- NBA Live 2005
- NBA Street
- NBA Street V2
- NBA Street V3
- NCAA College Basketball 2K3
- NCAA College Football 2K3
- NCAA Football 2003
- NCAA Football 2004
- NCAA Football 2005
- Need for Speed: Carbon
- Need for Speed: Hot Pursuit 2
- Need for Speed: Most Wanted
- Need for Speed: Underground
- Need for Speed: Underground 2
- NFL 2K3
- NFL Blitz 2002
- NFL Blitz 2003
- NFL Blitz Pro
- NFL Street
- NFL Street 2
- NFL QB Club 2002
- NHK Tensai Bit-kun: Glamon Battle
- NHL 06
- NHL 2003
- NHL 2004
- NHL 2005
- NHL 2K3
- NHL Hitz 2002
- NHL Hitz 2003
- NHL Hitz Pro
- Nick Jr. Dora the Explorer: Journey to the Purple Planet
- Nick SpongeBob Schwammkopf: Die Kreatur aus der Krossen Krabbe
- Nickelodeon Party Blast
- Nickelodeon Rocket Power: Beach Bandits
- Nickelodeon Rugrats: Royal Ransom
- Nickelodeon Tak 2: Der Stab der Träume
- Nickelodeon The Adventures of Jimmy Neutron: Boy Genius: Jet Fusion
- Nicktoons: Battle for Volcano Island
- Nintendo Puzzle Collection

## O
- Odama
- Ohenro-San: Hosshin no Dojo (Awa Kuni) Hen
- One Piece: Grand Adventure
- One Piece: Grand Battle
- One Piece: Grand Battle! 3
- One Piece: Pirates' Carnival
- One Piece: Treasure Battle!
- Outlaw Golf

## P
- Pac-Man Fever
- Pac-Man Vs.
- Pac-Man World 2
- Pac-Man World 3
- Pac-Man World Rally
- Paper Mario: Die Legende vom Äonentor
- Peter Jackson's King Kong: The Official Game of the Movie
- Phantasy Star Online 3: C.A.R.D. Revolution
- Phantasy Star Online: Episode I & II
- Phantasy Star Online: Episode I & II Plus
- Pikmin
- Pikmin 2
- Pinball Hall of Fame: The Gottlieb Collection
- Pitfall: Die verlorene Expedition
- P.N.03 – Product Number 03
- Pokémon Box Rubin & Saphir
- Pokémon Channel
- Pokémon Colosseum
- Pokémon XD: Der Dunkle Sturm
- Polarexpress, Der
- Pool Edge
- Pool Paradise
- Powerpuff Girls: Kampf den Gurkenschurken Relish Rampage, The
- Power Rangers: Dino Thunder
- Prince of Persia: Sands of Time
- Prince of Persia: The Two Thrones
- Prince of Persia: Warrior Within
- Pro Rally 2002
- Pro Tennis WTA Tour
- Puyo Pop Fever

## R
- Radirgy Generic
- Rally Championship
- Rampage: Total Destruction
- Ratatouille
- Rave Master
- Rayman 3: Hoodlum Havoc
- Rayman Arena
- RedCard
- Red Faction II
- Rei Fighter Gekitsui Senki
- Reign of Fire – Die Herrschaft des Feuers
- Resident Evil Zero
- Resident Evil
- Resident Evil 2
- Resident Evil 3: Nemesis
- Resident Evil Code: Veronica X
- Resident Evil 4
- Ribbit King
- RoadKill
- RoboCop: Aratanaru Kiki
- Robotech: Battlecry
- Robots
- Rocky
- Rogue Ops
- R: Racing

## S
- Samurai Jack
- Scaler
- Scooby-Doo: Fluch der Folianten
- Scooby-Doo: Nacht der 100 Schrecken
- Scooby-Doo! Unmasked
- Scorpion King: Aufstieg des Akkadiers
- SD Gundam: Gashapon Wars
- Seaworld Adventure Parks: Shamu's Deep Sea Adventures
- Second Sight
- Sega Soccer Slam
- Serious Sam: Next Encounter
- Shadow the Hedgehog
- Shaman King: Soul Fight
- Shikigami no Shiro II
- Shrek 2 – Der tollkühne Held kehrt zurück
- Shrek Extra Large
- Shrek: Smash n' Crash Racing
- Shrek Super Party
- Shrek SuperSlam
- Simpsons, The – Hit & Run
- Simpsons Road Rage
- Sims, Die
- Sims 2, Die
- Sims 2 Haustiere, Die
- Sims brechen aus, Die
- Skies of Arcadia: Legends
- Smashing Drive
- Smuggler's Run: Warzones
- Sonic Adventure 2 Battle
- Sonic Adventure DX
- Sonic Gems Collection
- Sonic Heroes
- Sonic Mega Collection
- Sonic Riders
- SoulCalibur II
- Spartan: Total Warrior
- Spawn: Armageddon
- Special Jinsei Game
- Speed Challenge: Jacques Villeneuve's Racing Vision
- Speed Kings
- Sphinx und die verfluchte Mumie
- Spider-Man
- Spider-Man 2
- Spongebob Schwammkopf – Der Film
- Spongebob Schwammkopf: Film ab!
- Spongebob Schwammkopf: Kreatur aus der krossen Krabbe
- Spongebob Schwammkopf und seine Freunde: Durch dick und dünn!
- Spongebob Squarepants: Battle for Bikini Bottom
- Spongebob Squarepants: Revenge of the Flying Dutchman
- Spy Hunter
- Spyro – A Hero’s Tail
- Spyro – Enter the Dragonfly
- SRS: Street Racing Syndicate
- SSX 3
- SSX on Tour
- SSX Tricky
- Star Fox Adventures
- Star Fox Assault
- Starsky & Hutch
- Star Wars Bounty Hunter
- Star Wars Clone Wars
- Star Wars Jedi Knight II: Jedi Outcast
- Star Wars Rogue Squadron 2: Rogue Leader
- Star Wars Rogue Squadron 3: Rebel Strike
- Street Hoops
- Strike Force Bowling
- Summoner: A Goddess Reborn
- Super Bubble Pop
- Super Bust-A-Move All Stars
- Superman: Shadow of Apokolips
- Super Mario Sunshine
- Super Monkey Ball
- Super Monkey Ball 2
- Super Monkey Ball Adventure
- Super Robot Taisen GC
- Super Smash Bros. Melee
- Surf's Up
- SX Superstar

## T
- Tak 2: Der Stab der Träume
- Tak 3: Die große Juju-Jagd
- Tak und die Macht des Juju
- Tales of Symphonia
- Tarzan – Freeride
- Taxi 3: Le Jeu
- Taz: Wanted
- Teenage Mutant Ninja Turtles
- Teenage Mutant Ninja Turtles 2: Battle Nexus
- Teenage Mutant Ninja Turtles 3: Mutant Nightmare
- Teen Titans
- Tengai Makyou II: Manji Maru
- Terminator 3 – The Redemption
- Tetris Worlds
- Tierisch verrückte Bauernhof, Der
- Tiger Woods PGA Tour 06
- Tiger Woods PGA Tour 2003
- Tiger Woods PGA Tour 2004
- Tiger Woods PGA Tour 2005
- TimeSplitters 2
- TimeSplitters: Future Perfect
- TMNT
- TMNT: Mutant Melee
- Tom and Jerry in War of the Whiskers
- Tomb Raider: Legend
- Tom Clancy’s Ghost Recon
- Tom Clancy’s Ghost Recon 2
- Tom Clancy’s Rainbow Six 3: Raven Shield
- Tom Clancy’s Rainbow Six: Lockdown
- Tom Clancy’s Splinter Cell
- Tom Clancy’s Splinter Cell: Chaos Theory
- Tom Clancy’s Splinter Cell: Double Agent
- Tom Clancy’s Splinter Cell: Pandora Tomorrow
- Tonka: Rescue Patrol
- Tony Hawk’s American Wasteland
- Tony Hawk’s Pro Skater 3
- Tony Hawk’s Pro Skater 4
- Tony Hawk’s Underground
- Tony Hawk’s Underground 2
- Top Angler: Real Bass Fishing
- Top Gun: Combat Zones
- Tower of Druaga, The
- TransWorld Surf: Next Wave
- Trigger Man
- True Crime: Streets of L.A.
- True Crime 2: New York City
- Tube Slider: The Championship of Future Formula
- Turok Evolution
- Ty der tasmanische Tiger
- Ty der tasmanische Tiger 2 – Die Bumerang-Gang
- Ty the Tasmanian Tiger: Night of the Quinkan

## U
- UEFA Champions League 2004-2005
- UFC Throwdown
- Ultimate Muscle: Legends vs. New Generation
- Ultimate Spider-Man
- Universal Studios Theme Park Adventure
- Unglaublichen, Die
- Unglaublichen, Die: Der Angriff des Tunnelgräbers
- Urban Freestyle Soccer
- Urbz: Sims in the City

## V
- Vexx
- Viewtiful Joe
- Viewtiful Joe 2
- Viewtiful Joe: Red Hot Rumble
- Viewtiful Joe Revival
- V-Rally 3
- Virtua Quest
- Virtua Striker 3 Version 2002

## W
- Wallace & Gromit in Projekt Zoo
- Walt Disney Pictures Presents Meet the Robinsons
- WarioWare, Inc. Mega Party Games$
- Wario World
- Warrior Blade: Rastan vs. Barbarian
- Wave Race: Blue Storm
- Whirl Tour
- Winnie Puuh: Kunterbunte Abenteuer
- World Racing
- World Series of Poker
- World Soccer Winning Eleven 6: Final Evolution
- Worms 3D
- Worms Blast
- Wreckless – The Yakuza Missions
- Wrestlemania X8
- Wrestlemania XIX
- WWE Crush Hour
- WWE Day of Reckoning
- WWE Day of Reckoning 2

## X
- XGIII - Extreme G Racing
- XGRA - Extreme G Racing Association
- XIII
- X-Men: Legends
- X-Men: Legends 2 – Rise of Apokalypse
- X-Men: Next Dimension
- X-Men 2: Wolverine's Revenge
- X-Men 3: The Official Game

## Y
- Yu-Gi-Oh! – Königreich der Illusionen

## Z
- Zapper: Eine total durchgeknallte Grille!
- Zatch Bell! Mamodo Battles
- Zatch Bell! Mamodo Fury
- Zoids: Battle Legends
- Zoids: Full Metal Crash
- Zoids Vs.
- Zoids Vs. III
- ZooCube